# Dyckia secunda
Dyckia secunda är en gräsväxtart som beskrevs av Lyman Bradford Smith. Dyckia secunda ingår i släktet Dyckia och familjen Bromeliaceae. Inga underarter finns listade i Catalogue of Life.